# 运城学院
运城学院，是中國教育部批准在原运城高等专科学校基础上独立设置的一所地方性综合普通本科院校，地处山西南部运城市，隶属山西省人民政府领导，山西省教育厅管理。

## 历史沿革
1. 1978年5月，运城师范专科学校筹建并招生。
2. 1983年7月，运城教育学院成立。
3. 1985年3月，河东大学开始筹建。
4. 1989年12月，经原国家教委批准，山西省人民政府决定，运城师范专科学校与运城教育学院、河东大学(筹)合并组建运城高等专科学校。
5. 1999年6月，运城高等专科学校启动“强校升本”工程；2000年8月，山西省人民政府正式向国家教育部申报以运城高专为基础，建立运城学院。
6. 2002年1月9日，全国大学设置评议委员会在广西桂林举行会议，投票通过以运城高专为基础建立运城学院。
7. 2002年2月22日，国家教育部通知山西省人民政府，正式批准运城学院建立。
8. 2002年4月5日，山西省人民政府正式行文批准独立设置运城学院。
9. 2002年6月，“运城学院”印章正式启用。
10. 2003年3月10日，运城学院党政领导班子宣布成立。

## 院系设置
- 人文学
  - 中文系
  - 文化旅游系
  - 河东文化研究中心
- 数学与信息技术学院
- 智能制造学院
  - 物理与电子工程系
  - 机电工程系
- 政法系
- 外语系
- 音乐系
- 美术与工艺设计系
- 应用化学系
- 生命科学系
- 经济管理系（黄河金三角区域发展研究中心）
- 体育系
- 教育与心理科学系
- 思想政治教育部
- 国际教育学院（大学英语教学部）
- 基础教育部
- 大学生创新创业中心
- 继续教育学院